# Marcus Antonius Orator
Marcus Antonius zvaný Orator (143 př. n. l. – 87 př. n. l.) byl římský politik, konzul roku 99 př. n. l. a jeden z nejvýznamnějších římských řečníků své doby. Byl také dědečkem pozdějšího význačného vojevůdce a triumvira Marka Antonia.

## Kariéra
Jeho úřednická dráha (latinsky cursus honorum) začala v roce 113 př. n. l. quaesturou; v roce 102 př. n. l. byl Antonius zvolen praetorem s prokonzulárními pravomocemi v římské provincii Kilíkii. Během svého funkčního období bojoval s kilickými piráty s takovým úspěchem, že mu senát na jeho počest odhlasoval námořní triumf. Poté byl spolu s Aulem Postumiem Albinem zvolen konzulem pro rok 99 př. n. l. a v roce 97 př. n. l. zastával úřad censora. Obdržel i velení ve spojenecké válce v roce 90 př. n. l. Během občanské války mezi Cinnou a Gnaeem Octaviem podporoval Antonius Octavia. To ho později stálo život; Gaius Marius a Cinna ho nechali popravit, když se jim zdařilo v roce 87 př. n. l. zmocnit Říma.
I během své politické kariéry se nadále objevoval u římských soudů v roli obhájce i žalobce. Antoniova pověst výmluvného řečníka pochází jen z Ciceronova svědectví, protože žádný z Antoniových projevů se nedochoval. Vystupuje jako jeden z prominentních řečníků v Ciceronově díle O řečníkovi (latinsky De oratore).

## Rodina
Antonius měl dceru Antonii a dva syny, Marka Antonia Cretika a Gaia Antonia Hybridu. Marcus Antonius Creticus byl otcem pozdějšího triumvira Marka Antonia.
V roce 100 př. n. l. Antonius oslavil triumf za úspěšný boj proti kilijijským pirátům. O něco později jeho dceru Antonii paradoxně unesli z jeho vily poblíž Misena piráti a byla propuštěna až po zaplacení velkého výkupného.

## Smrt
Plútarchos v životopisu Gaia Maria uvedl, že Marcus Antonius šel tajně navštívit skromného plebejského přítele, který chtěl poctít váženého hosta, a poslal proto svého otroka k nedalekému hostinskému pro víno. Když se hostinský zeptal, proč kupuje tak drahé víno, otrok prostoduše prozradil hostinskému, že jeho pán hostí ve svém domě Marka Antonia. Po otrokově odchodu to hostinský neprodleně oznámil Mariovi.
Když se Marius během jídla dozvěděl tuto zprávu, zatleskal radostí a hodlal k tomu domu dojít osobně, ale jeho přátelé mu poradili poslat jakéhosi Annia se skupinou mužů, aby mu přinesli hlavu Marka Antonia. Když muži dorazili k domu, Annius čekal venku, zatímco jeho ozbrojení muži vešli dovnitř a Antonia nalezli v jednom z pokojů v patře. Začal prosit o svůj život tak dojemně, že ozbrojenci svěsili hlavy a někteří  plakali. Konečně do místnosti vstoupil Annius. Vyplísnil své muže za zbabělost, nakonec přešel místnost a usekl Antoniovi hlavu.